# Леснікова Олександра Петрівна
Олекса́ндра Петрі́вна Леснікова (* 15 травня 1927, комуна «Червона поляна» під Новосибірськом — † 11 серпня 2008, Харків) — українська декламаторка. Заслужена артистка України, майстиня художнього слова.

## Життєпис
Батько мобілізований до армії СРСР, служив на Далекому Сході, туди перебралися й мати з дочкою. Згодом в часі військової служби батька родина переїздить до Ленінграду, там Олександра ходила до школи творчого виховання дітей, навчалася художньому читанню та балету. Через три роки родина вчергове переїздить — командирування в Ленінградську область батька.
З початком німецько-радянської війни родина евакуйовується в Сибір. Проживали в місті Сирдар'я, 1943 року перебираються під Харків у Дергачі, де формувався бойовий підрозділ, в якому служив батько. Зустрітися з ним родині не вдалося — за день до їх приїзду частину перевели ближче до фронту.
Після війни в Харкові екстерном закінчила середню школу при зооветеринарному інституті. Вступає на бібліотечний факультет Харківського педагогічного інституту. Згодом переводиться на класичне відділення філологічного факультету Харківського університету. Брала участь в студентських олімпіадах з читання творів російських та українських письменників і поетів.
Її виступ примітив Іван Мар'яненко та дав рекомендації, Олександру прийняли в театральний інститут. Акторської майстерності вчилася у Олексія Глаголіна, сценічної мови — в Івана Любича.
Попросила розподілення в Харківську філармонію, прийнята в штат акторів розмовного жанру в часі командирування директорки Ганни Самойленко, через що було багато неприємностей.
За час своєї декламаторської кар'єри мала більше 30 сольних програм — декламувала твори Бернса, Блока, Гейне, Гріна, Доде, Єренбурга, Єсеніна, Заболоцького, Костенка, Лермонтова, Джека Лондона, Некрасова, Паустовського, Польового, Пришвіна, Пушкіна, Рильського, Свєтлова, Сельвинського, О. Толстого, Чехова, Шевченка, Шекспіра.
2006 року отримала премію «За віддане служіння мистецтву» міжнародного благодійного фонду Олександра Фельдмана «Народне визнання».
Проводиться конкурс читців її імені.